# Hiroshiman
Hiroshiman est une série de bande dessinée humoristique.
- Scénario : Rifo.
- Dessinateur : Rifo.
- Couleurs : noir et blanc.

## Synopsis
Hiroshiman est une parodie de super-héros dont les pouvoirs tournent autour de la radioactivité. Très flegmatique devant les nombreuses menaces qui pèsent sur Mégalopolis, gigantesque labyrinthe urbain au sens propre complètement surpeuplée, il doit pourtant les combattre, à sa manière, sur fond d'humour crade.

## Albums
- Tome 1 : Hiroshiman (1995).
- Tome 2 : Hiroshiman sauve le monde (1998).
- Tome 3 : Hiroshiman va au fond (1999).

## Éditeur
- Du ZeBu : Tomes 1 à 3 (première édition des tomes 1 à 3).